# Arbër Abilaliaj
Arbër Abilaliaj est un footballeur albanais né le 6 juin 1986 à Vlorë. Il évolue au poste d'attaquant devenu entraîneur.

## Biographie
Arbër Abilaliaj commence sa carrière au Flamurtari Vlorë, le club de sa ville natale. 
En 2004, il rejoint le Partizan Tirana. Avec ce club, il dispute 84 matchs en 1re division albanaise et inscrit 23 buts en championnat.
En 2008, il rejoint les rangs du Besa Kavajë, puis en 2009 il signe un contrat en faveur du KF Tirana. Avec le KF Tirana, Arbër Abilaliaj dispute deux rencontres en Ligue des Champions, face au club norvégien du Stabæk Fotball.
Lors de l'été 2010, Arbër Abilaliaj quitte son pays natal et rejoint l'équipe de l'Inter Zaprešić dans le Championnat de Croatie.

## Sélections
- 8 sélections et 4 buts en équipe d'Albanie des moins de 17 ans entre 2001 et 2002
- 6 sélections et 2 buts en équipe d'Albanie des moins de 19 ans entre 2003 et 2004
- 3 sélections et 2 buts en équipe d'Albanie des moins de 21 ans entre 2005 et 2008